# Dysschema paracelsus
Dysschema paracelsus là một loài bướm đêm thuộc phân họ Arctiinae, họ Erebidae.